# 穆铁礼甫·哈斯木
穆铁礼甫·哈斯木（維吾爾語：مۇتەللىپ قاسىم‎，拉丁维文：Mutellip Qasim，1957年7月—），男，维吾尔族，新疆且末人，中华人民共和国政治人物。

## 生平
1994年9月，任新疆维吾尔自治区交通厅公路管理局党委书记。2000年，担任新疆交通厅副厅长。2003年，升任厅长。2008年，担任中共阿克苏地委副书记、行署专员。2012年，担任新疆维吾尔自治区人大常委会副主任。2014年12月，升任新疆维吾尔自治区人民政府副主席。2018年1月，当选第十三届全国政协委员、新疆维吾尔自治区人大常委会副主任。2021年2月，卸任区人大常委会副主任职务。